# Eden Gemeinnützige Obstbau-Siedlung

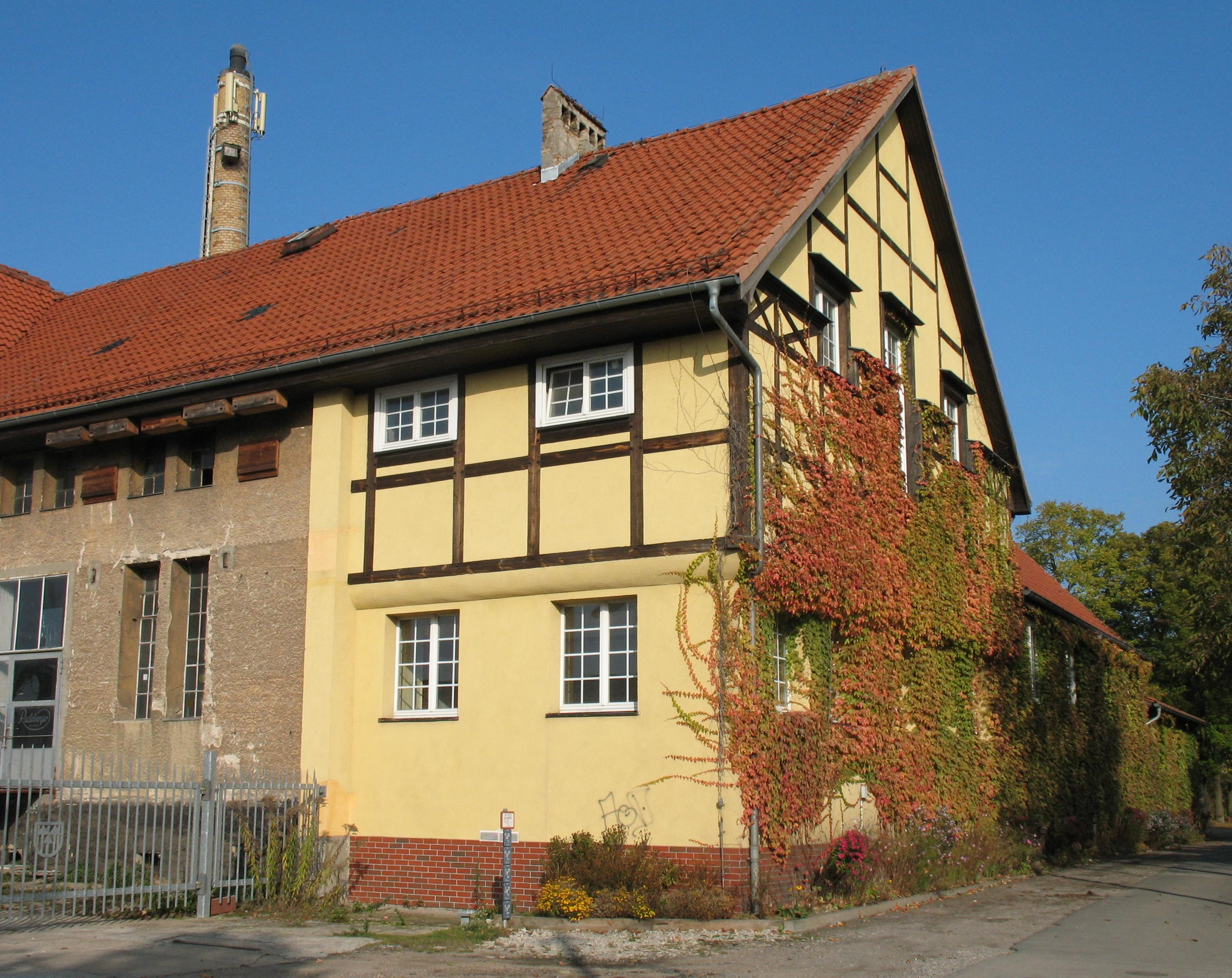
Alte Mosterei

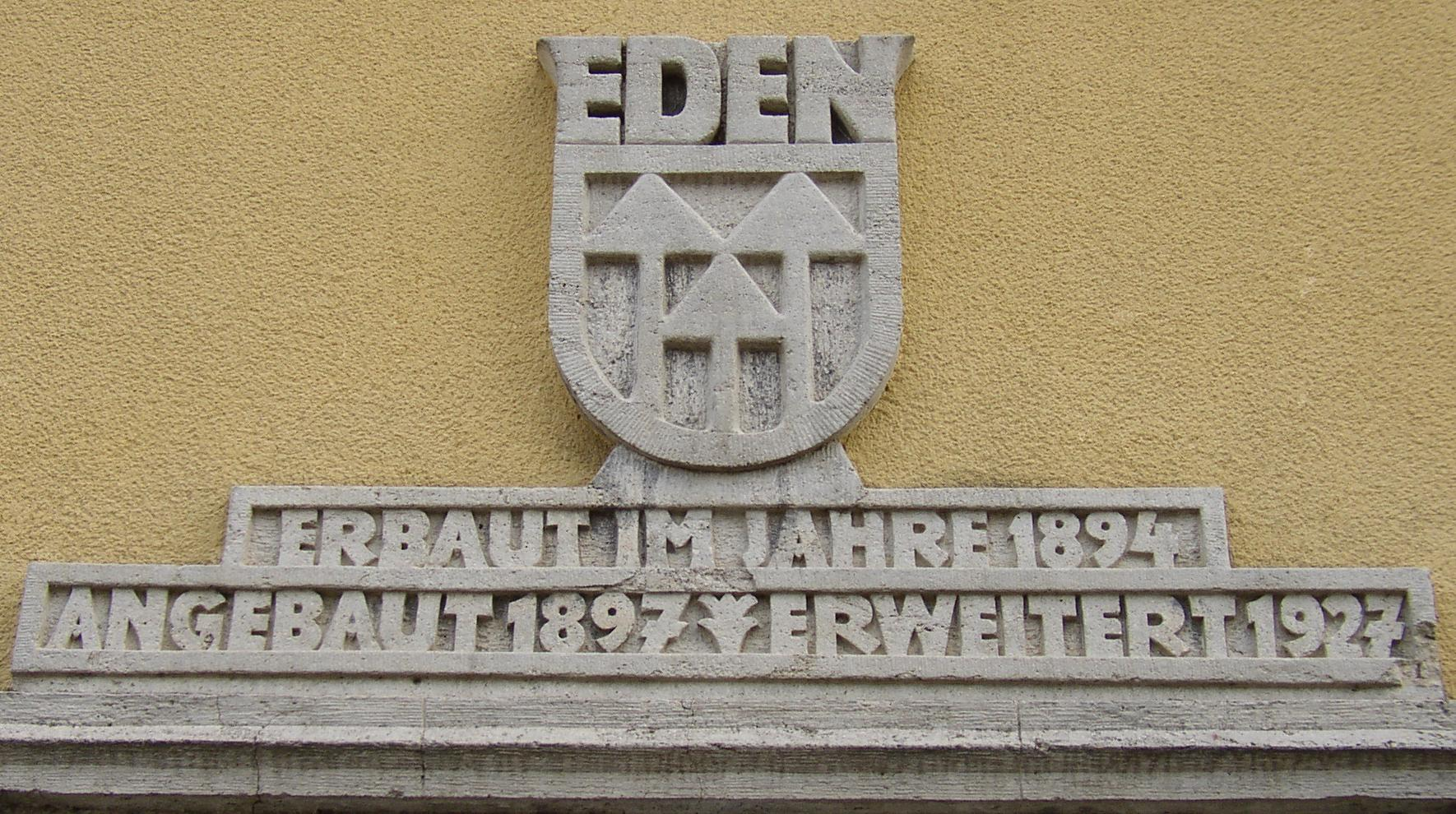
Inschrift am Genossenschaftshaus: Die drei Bäume stehen für Lebensreform, Bodenreform, Wirtschaftsreform.

Die nördlich von Berlin in Oranienburg liegende Siedlung Eden Gemeinnützige Obstbau-Siedlung eG wurde am 28. Mai 1893 von 18 Berliner Vegetariern als erste vegetarische Siedlung in Deutschland (und noch vor dem Monte Verità in der Schweiz) unter dem Namen Vegetarische Obstbau-Kolonie Eden e.G.m.b.H. gegründet. Sie hatte eine Größe von 125 ha, lag in der Nähe der letzten S-Bahn-Station von Berlin und sollte Berliner Großküchen mit vegetarischen Produkten beliefern. Ab 1920 unter dem Namen Obstbau-Siedelung Eden e.G.m.b.H. geführt, trägt die Genossenschaft seit der Wende ab 1990 die Bezeichnung Eden Gemeinnützige Obstbau-Siedlung eG. Der Name der auch „Garten Eden“ genannten Siedlung wurde nach der Bezeichnung für das Paradies, Eden, gewählt.

## Geschichte
Am 28. Mai 1893 beschlossen „etwa 18 […] gleichgesinnte Lebensreformer“ bei einem Treffen im Berliner Speisehaus Ceres unter Berufung auf Gustav Struve und Eduard Baltzer und unter kaufmännischer Leitung von Bruno Wilhelmi die Gründung des als Genossenschaft organisierten Kleingarten-Projekts Gemeinnützige vegetarische Obstbau-Kolonie Eden. Der Kaufmann und Lebensreformer Wilhelmi war die treibende Kraft, um 1893 die vegetarische Lebensweise, den gemeinsamen Bodenbesitz (Sozialreform) und die Großstadtkritik in einem Siedlungsprojekt umzusetzen. Auf seine Frau Clara Wilhelmi geht der Begriff "Eden" zurück. In der ersten Ausbaustufe des Projekts entstanden 80 Gärten, die den Siedlungsgenossen in Erbpacht übergeben und satzungsgemäß mit Obstbäumen und Beerensträuchern bepflanzt wurden. Auf den Grundstücken wurden die Heimstätten, die Wohngebäude errichtet. Bis zum Jahr 1900 wurden in der Siedlung 15.000 Obstbäume, 50.000 Beerensträucher, 3000 Haselnusssträucher, 200.000 Erdbeerpflanzen und 20.000 Rhabarberstauden gezählt.
Zur Genossenschaft gehören Gewerbebetriebe und soziale Einrichtungen, wie die Edener Druckerei und Buchbinderei, eine eigene Schule sowie die genossenschaftliche Verarbeitung des Obstes. Ab 1899 werden verschiedene Bauten nach einer Erfindung von Gustav Lilienthal mit Zement-Hohlsteinen erbaut, neben Siedlungshäusern auch ein Gasthaus und Erholungsheim sowie eine Gemeinschaftsunterkunft für „Neu-Edener“.
Wegen finanzieller Fehlschläge hatte Wilhelmi bereits 1895 zurücktreten müssen. Er gründete einige Jahre später eine Siedlung mit gleichem Aufbau namens Schönblick. Nun wurde in Eden auch Nichtvegetariern die Teilnahme gestattet und die Sozialreform über den Weg der Genossenschaftsform durch Hermann Krecke († 1904) in den Vordergrund gestellt. Dennoch wurde teilweise weiterhin Eigenbewirtschaftung betrieben. Erfolgreich war die Vermarktung naturreiner Obstprodukte wie Edener Marmeladen, Obst- und Gemüsesäfte, Edener Kraftnahrung als Fleischersatz über die Reformhäuser. Anregungen kamen ebenso aus Ideen, die im Friedrichshagener Dichterkreis zirkulierten. Ein entschiedener Förderer war der Soziologe und Genossenschaftssozialist Franz Oppenheimer, der auch das Siedlungsprojekt Bärenklau bei Velten begleitete. Zu den Vorstandsmitgliedern der Genossenschaft gehörte Paul Schirrmeister, eine der führenden Persönlichkeiten der Lebensreform. Der Freiwirtschaftler Silvio Gesell lebte zeitweise hier.
Die Siedlung öffnete sich aber nicht nur breiter der Lebensreformbewegung, so 1897 dem Wettgehen durch Carl Mann, ferner leichter Reformkleidung (Sandalen, Frauenkleidung ohne viele Unterröcke, Korsett, Sonnenschirm, Riesenhüte oder Muff), sowie Alkohol- und Tabakfreiheit, sondern auch seit der Zeit des Ersten Weltkrieges völkischen und antisemitischen Tendenzen. Daher wurde 1916 erklärt, dass zum „Siedeln“ im Sinne der Siedlung eine „deutsch-völkische Gesinnung“ Voraussetzung sei, zu welcher wiederum nur „deutsches Ariertum“ befähige.
Deshalb blieb die Siedlung durch den NS-Staat unbehelligt. 1938 lebten dort 1300 Menschen, davon 395 Siedler; 1939 lebten noch „fast 1000 Menschen“ in der Obstbau-Kolonie.
Auch in der DDR konnte die Siedlung als Gärtnerische Produktionsgenossenschaft weiter bestehen, seit 1950 gab es in Bad Soden am Taunus die Tochtergesellschaft Eden-Waren zum Westvertrieb, die mit den Deviseneinnahmen wesentlich zum wirtschaftlichen Überleben beitrug und Kunden der Bundesrepublik Deutschland mit Agrarprodukten der Marke Eden versorgte. 1972 wurde die Obstverwertung als Volkseigener Betrieb abgetrennt und damit für die Einnahmeseite entwertet. 1990 wurde die Rückübertragung beantragt. Im Jahre 2008 lebten in Eden etwa 1500 Menschen.
Die Namensrechte der Reformhausmarke Eden für Säfte, Marmeladen und Fruchtmuse wurden nach dem Zusammenbruch der DDR verkauft. Bis 1999 gehörte die Marke Novartis, dann bis 2014 zum DE-VAU-GE Gesundkostwerk und heute zu Hügli.

## Prominente Edener

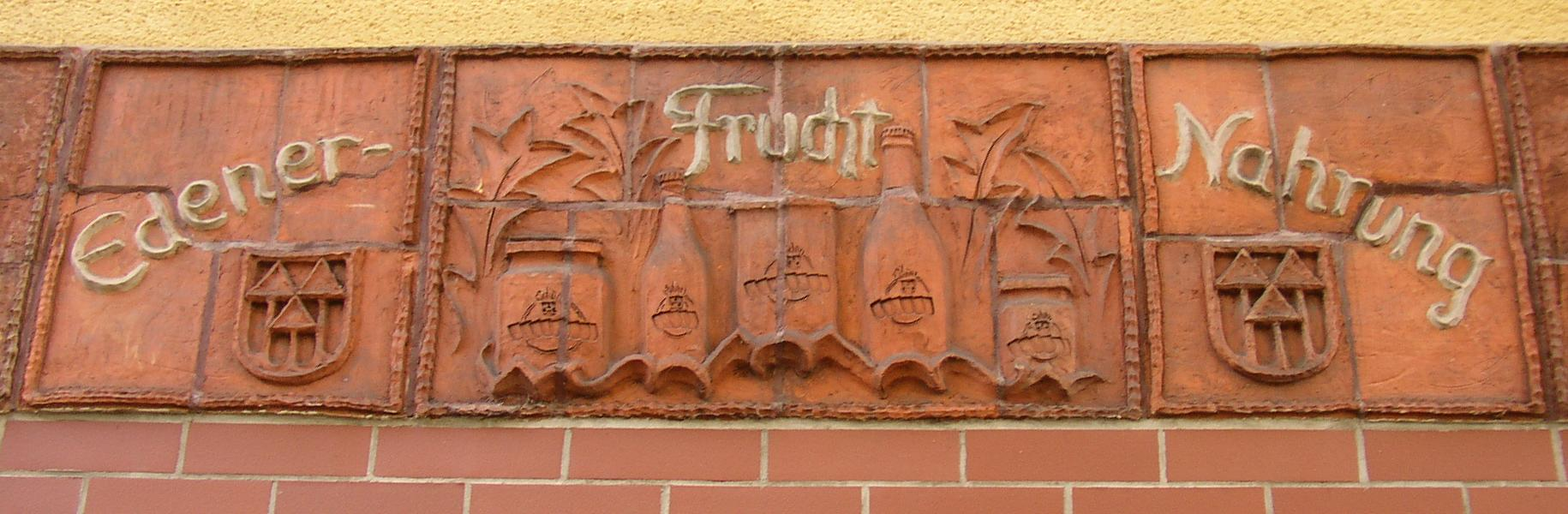
Relief am Genossenschaftshaus

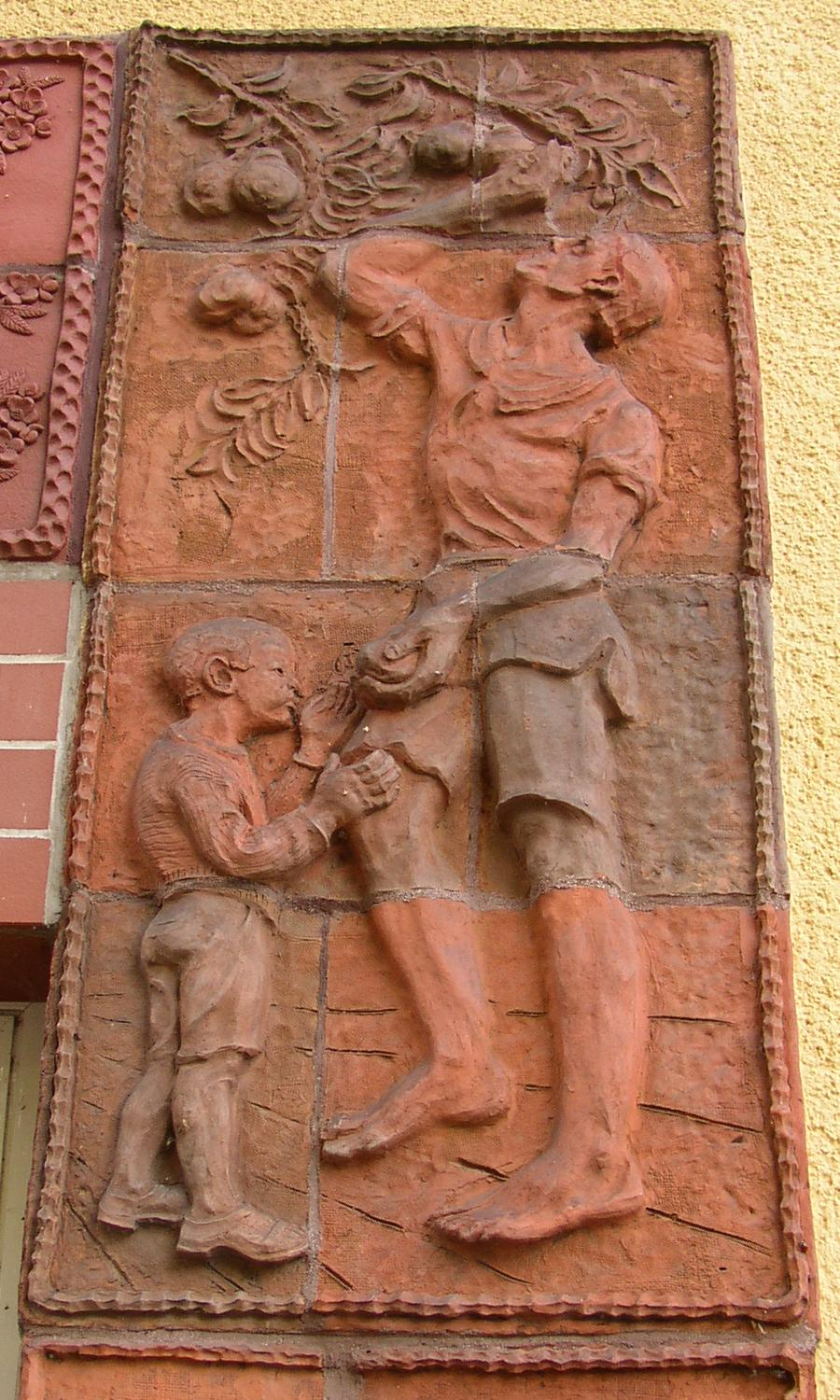
Relief

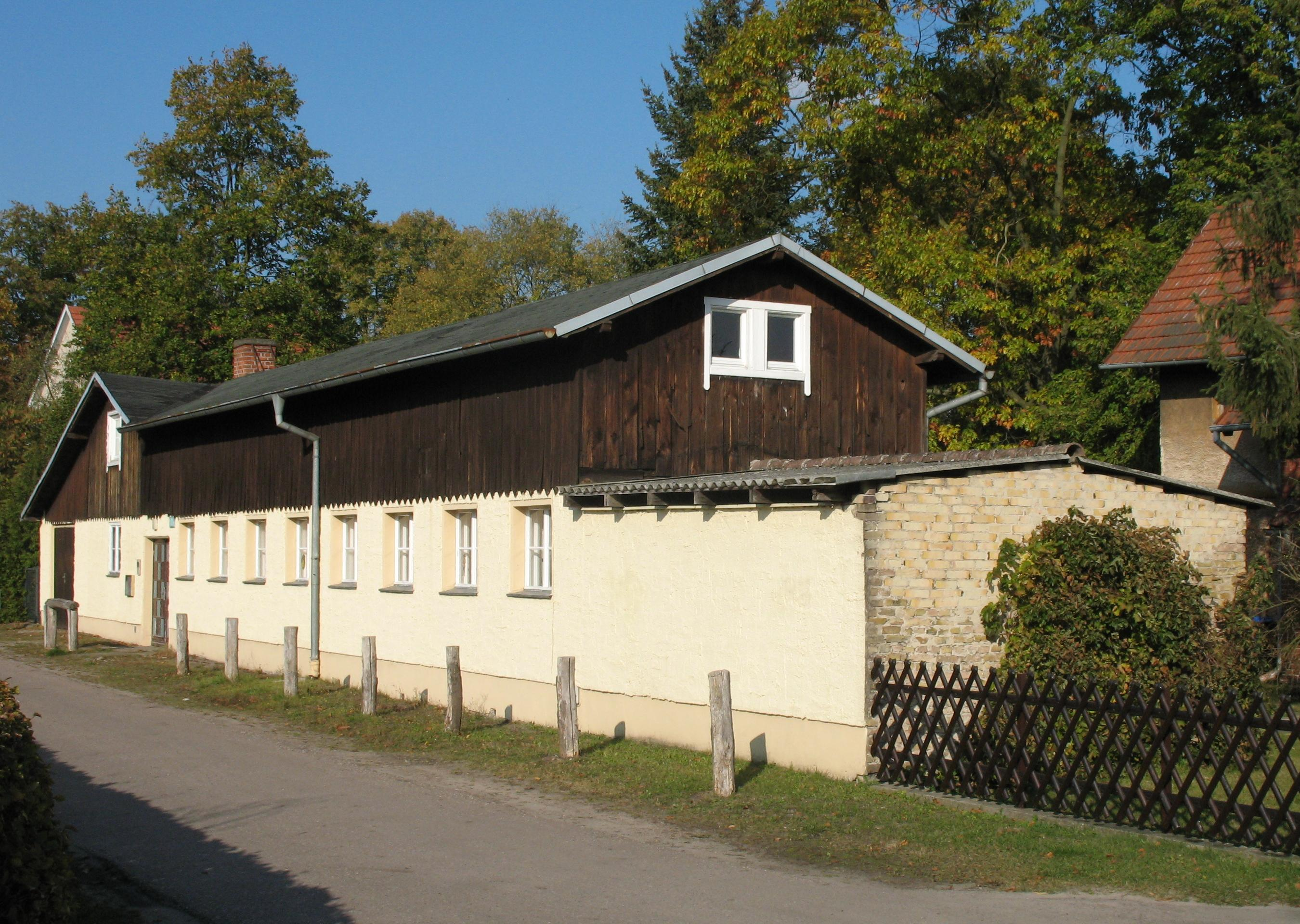
Ehemalige Jugendherberge

- Adolf Damaschke (1865–1935), Führer der Bodenreformbewegung, war von 1911 bis zu seinem Tode 1935 Mitglied der Genossenschaft.
- Silvio Gesell (1862–1930), ab 1911 bis zum Ersten Weltkrieg in Eden, kehrte 1927 hierher zurück und blieb bis zu seinem Tod 1930.
- Wilhelm Groß (1883–1974), Bildhauer und Prediger
- Carl Gustav Hempel (1905–1997), Philosoph, wuchs hier auf.
- Karl Klindworth (1830–1916), Komponist, Dirigent, Musikpädagoge und Klaviervirtuose
- Gustav Lilienthal (1849–1933), Flugpionier und Baumeister, errichtete Siedlungshäuser, lebte aber nicht in Eden.
- Winifred Wagner (1897–1980), Adoptivtochter von Karl Klindworth, Schwiegertochter von Richard Wagner